# Tabanus copemani
Tabanus copemani är en tvåvingeart som beskrevs av Austen 1912. Tabanus copemani ingår i släktet Tabanus och familjen bromsar. Inga underarter finns listade i Catalogue of Life.